# Caso cerrado
Caso cerrado (it: Caso chiuso) è un programma televisivo statunitense di tipo giudiziario, in onda dal 2 aprile 2001 sulla rete televisiva statunitense in lingua spagnola Telemundo. Il formato del programma si basa nella risoluzione di conflitti, e la presentatrice del programma, che svolge le funzioni di giudice arbitro, è l'avvocata Ana Maria Polo.
Il programma, i cui episodi sono registrati nella sede di Telemundo a Miami, in Florida, fino al 2005 si chiamava Sala de parejas, e fu creato per risolvere problemi coniugali tra i litiganti; successivamente il programma si espanse ai più diversi conflitti tra due o più contendenti, e gli venne dato il nome dall'ultima frase pronunciata dalla Polo nel finale, quando emette la sentenza, accompagnato da un colpo di martelletto sul banco del giudice.

## Formato
Nel programma viene ricreata l'aula di un tribunale e la dottoressa Polo presenta vari casi (fino a tre per capitolo) di conflitti di diverso tipo, tentando di risolverli secondo le leggi vigenti negli Stati Uniti. Prima di partecipare al programma, i litiganti devono firmare un contratto di arbitrato che li obbliga legalmente a rispettare le decisioni della Polo. I contendenti dovrebbero presentare testimoni credibili e possono presentare prove come video, foto, registrazioni audio, testi, ecc. Talvolta sono chiamati ad intervenire esperti come psicologi, dottori, poliziotti e altri professionisti per aiutare a dirimere i conflitti dei due litiganti, prima che la Polo prenda una decisione, che può essere di negare la richiesta del richiedente, di approvarla, o di emettere una sentenza differente.

## Critiche
Una delle critiche che ha ricevuto Caso cerrado dai suoi inizi riguarda la veridicità dei casi presentati durante il programma.
Durante le ultime stagioni solitamente vengono presentati tre tipi di casi: alcuni sono seri e dolorosi, altri sono casi rapidi e altri ancora sono molto animati e grotteschi. Questi ultimi, nei quali spesso i contendenti si insultano verbalmente e arrivano a colpirsi, sono i più criticati, anche perché solitamente, quando alcuni partecipanti cominciano a colpirsi, le due guardie di sicurezza presenti non agiscono immediatamente.
Alla fine del programma, nei titoli di coda viene mostrato un messaggio sullo schermo dove si indica che, per proteggere la privacy di alcuni contendenti che non volevano apparire in pubblico, alcuni casi sono stati drammatizzati, vengono cioè prima raccontati e poi messi in scena tramite degli attori, come la stessa Polo ha dichiarato nel 2008 al quotidiano cileno La Tercera, puntualizzando però che le storie erano veritiere.

## Trasmissione
Programma esclusivo di Telemundo negli Stati Uniti, Caso cerrado nel corso degli anni divenne popolare nella comunità ispanofona degli Stati Uniti e in tutti i paesi dell'America Latina, Spagna e la Guinea Equatoriale, dove diverse catene televisive riproposero il programma di Telemundo. Alcuni canali televisivi che mettono in onda il programma sono: La Red e Mega (Cile), Caracol Televisión (Colombia), Gama TV (Ecuador), Telefe (Argentina), ATV (Perù), Televen (Venezuela) e altri.

## Riconoscimenti
Nel 2010 il programma divenne il primo in lingua spagnola ad essere candidato  ai Grammy Award, mentre la dottoressa Polo fu candidata, sempre in quell'anno, per un episodio in particolare.